# باسكالينا ليينرت
باسكالينا ليينرت (بالألمانية: Pascalina Lehnert)‏ (و. 1894 – 1983 م) هي راهبة ألمانية، ولدت في إبرسبرغ، توفيت في فيينا، عن عمر يناهز 89 عاماً، بسبب مرض.

## جوائز
حصلت على جوائز منها:
- وسام الاستحقاق البافاري
- ميدالية الشرف الذهبية للخدمات المقدمة لجمهورية النمسا
- نيشان الكنيسة والبابا  [لغات أخرى]‏
- النجمة العظمى لوسام الشرف للخدمات المقدمة لجمهورية النمسا
- صليب وسام الاستحقاق من جمهورية ألمانيا الاتحادية.